# Francesco Reda
Francesco Reda (Cosenza, 19 novembre 1982) è un ciclista su strada italiano, squalificato per doping fino al 2023.

## Carriera
Originario della Calabria, e laureato in informatica presso l'università della Calabria a Cosenza con votazione 110/110, gareggiò tra i Dilettanti Under-23 con squadre bolognesi e marchigiane: in questa categoria conseguì, tra le altre, la vittoria di una tappa al Giro ciclistico della provincia di Cosenza 2006. Passò professionista nel 2007 con la OTC Doors-Lauretana di Pier Giovanni Baldini, ottenendo il quarto posto al Tour du Haut-Var nel 2007, i secondi posti al Trofeo Matteotti ed al Giro di Romagna ed il quarto posto alla Coppa Agostoni nel 2008.
Nel 2009 si trasferì alla Quickstep, squadra ProTour belga con cui partecipò a tre edizioni del Giro d'Italia e ad un Tour de France. I migliori piazzamenti con questa maglia sono stati i quarti posti al Gran Premio di Lugano e in due tappe del Giro di Polonia (concluso al quinto posto della generale) nel 2009.
Nel 2012 gareggia per l'Acqua & Sapone, formazione Professional Continental diretta da Palmiro Masciarelli, e nel 2013 alla Androni Giocattoli. A causa di problemi durante un controllo antidoping fuori competizione prima del Gran Premio Città di Camaiore 2013 e la mancata verbalizzazione dell'impossibilità di fornire un campione di urine, viene sospeso, tornando in attività nel 2015 con il Team Idea.
Il 27 giugno 2015 arriva secondo ai Campionati italiani di ciclismo su strada dietro al vincitore Vincenzo Nibali e davanti a Diego Ulissi. Tuttavia durante i controlli antidoping al termine della gara è stato trovato positivo a EPO NESP, positività confermata successivamente dalle controanalisi.
Nel 2013 intraprese anche un percorso sportivo nell'ambito del lancio del peso, poi inserito come hobby personale, resta importante il suo interesse per l'informatica, noto il suo progetto d'intelligenza artificiale, ricreando il gioco Lock 'n' Chase utilizzando DLV imparato presso l'UNICAL durante la triennale in informatica.

## Palmarès
- 2003 (Sergio Dal Fiume, una vittoria)

Memorial Gino Consigli
- 2005 (Naturino, una vittoria)

Coppa Quagliotti
- 2006 (AS Publi Sport, una vittoria)

1ª tappa, 1ª semitappa Giro ciclistico della provincia di Cosenza (Tortora Lido > Acquappesa)
- 2015 (Team Idea, due vittorie)

Trofeo Edil C
1ª tappa An Post Rás (Dunboyne > Carlow)

## Piazzamenti

### Grandi Giri
- Giro d'Italia

2009: 139º
2010: ritirato (17ª tappa)
2011: 134º
- Tour de France

2010: ritirato (18ª tappa)

### Classiche monumento
- Milano-Sanremo

2008: ritirato
2011: 89º
2012: 35º
- Liegi-Bastogne-Liegi

2009: ritirato
2011: 83º
- Giro di Lombardia

2010: ritirato
2011: ritirato